# Comarca de Ciudad Rodrigo
Ciudad Rodrigo, también conocida como Tierra de Ciudad Rodrigo, es una comarca española que se sitúa al suroeste de la provincia de Salamanca. Sus límites no se corresponden con una división administrativa, sino con una demarcación histórico-tradicional y agraria.
Está compuesta por las subcomarcas de los Campos de Agadones, Argañán, Robledo y Yeltes, alrededor de La Socampana (Ciudad Rodrigo).

## Geografía

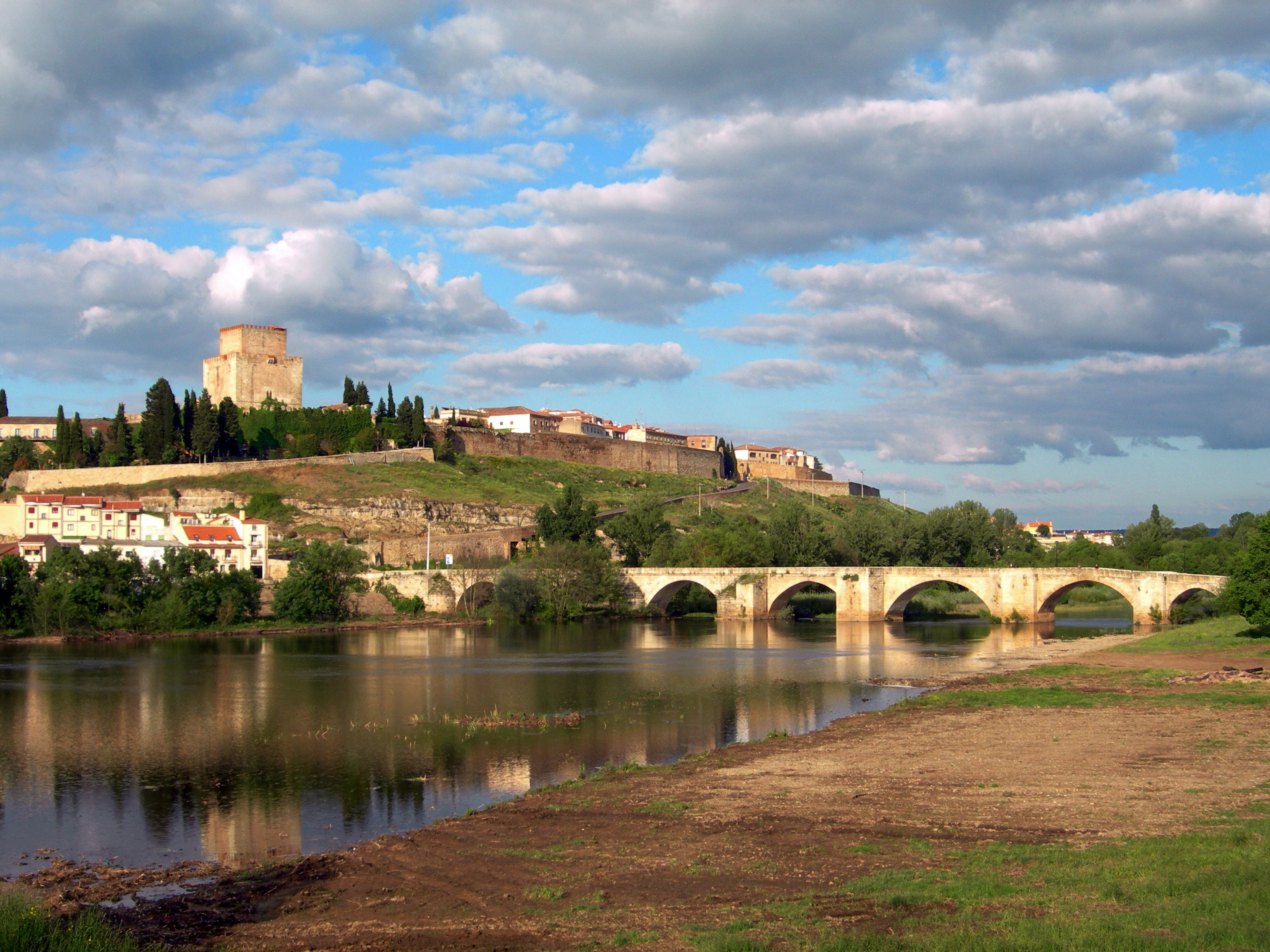
Ciudad Rodrigo, capital comarcal

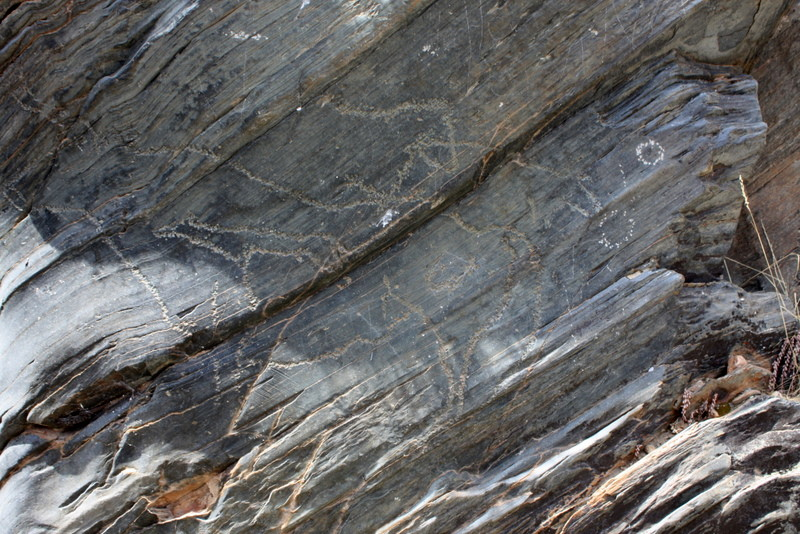
Grabados rupestres de Siega Verde, en el término municipal de Villar de la Yegua

La geografía de la comarca de Ciudad Rodrigo es muy diversa. Comprende 2797,6 kilómetros cuadrados, una amplia extensión de territorio situada en el sudoeste de la provincia de Salamanca. La Sierra de Gata delimita el territorio por el sur, en las subcomarcas de El Rebollar y Los Agadones, que están protegidas por su destacado valor ambiental y paisajístico. Su pico más elevado es Peña Canchera (1592 m s. n. m.), situado cerca de la localidad de Vegas de Domingo Rey, en el Campo de Agadones. En ella nacen la mayoría de los ríos que dan forma al relieve de estas tierras. El más importante, el Águeda, pasa por Ciudad Rodrigo y se despide de la comarca cerca de Puerto Seguro y La Bouza, entre Portugal y El Abadengo, dando lugar a las arribes del Águeda, un imponente valle por el que discurre encajonado y que está protegido medioambientalmente en el ámbito del parque natural de Arribes del Duero. Los dos únicos embalses presentes son el del Águeda y el de Irueña.
Los picos de La Hastiala (1735 m s. n. m.) y la Peña de Francia (1727 m s. n. m.), en Monsagro, separan la Tierra de Ciudad Rodrigo de la Sierra de Francia y es en esta zona donde nace el río Agadón, que desemboca en el Águeda y da nombre a la subcomarca de Los Agadones.
Su paisaje interior, siempre con la imagen de la sierra en el horizonte, es perfectamente identificable como Campo Charro. Se caracteriza por las inmensas dehesas o extensos prados con encinas y pastos, en los que abundan las charcas y arroyos, un lugar perfecto para la ganadería.
En definitiva, se trata de un territorio prominentemente rural donde la naturaleza tiene un papel destacado, hecho que se constata en que además de contar con el Espacio Natural Protegido de El Rebollar - Los Agadones y parte de los parques naturales de Arribes del Duero y Las Batuecas - Sierra de Francia, existen también varias zonas de especial protección para las aves (ZEPAs) y lugares de importancia comunitaria (LICs). Son una parte del Campo de Argañán, una parte del Campo de Azaba, las riberas de los ríos Huebra, Yeltes y afluentes, las riberas del río Agadón y las riberas del río Águeda. Cabe señalar que la Fundación Naturaleza y Hombre ha establecido en una finca de 522 ha del Campo de Azaba (situada en el término municipal de Espeja) una zona de reserva permanente, el único espacio del entorno no sometido a caza, para que sea lugar de cría, alimentación y reposo de especies, suministradora de biodiversidad hacia el resto del gran espacio Red Natura 2000.

### Demarcación
Comprende 53 municipios de las subcomarcas de los Campos de Agadones, Argañán, Robledo y Yeltes además de La Socampana.
- La Socampana de Ciudad Rodrigo conformada por el actual municipio de Ciudad Rodrigo menos la localidad de Bocacara (Campo de Yeltes).[4]

- El Campo de Agadones (también conocido como Los Agadones o Valle del Agadón) se compone de los siguientes 9 municipios: Agallas, La Atalaya, Herguijuela de Ciudad Rodrigo, Martiago, Monsagro, El Sahugo, Serradilla del Arroyo, Serradilla del Llano y Zamarra.[5][4]

- El Campo de Argañán (su parte sur conocida como Campo de Azaba) está formado por los siguientes 18 municipios: Aldea del Obispo, Campillo de Azaba, Carpio de Azaba, Castillejo, Espeja, Fuentes de Oñoro, Gallegos de Argañán, Ituero de Azaba, La Alameda de Gardón, La Alamedilla, La Alberguería de Argañán, La Bouza, Puebla de Azaba, Puerto Seguro, Saelices, Villar de Argañán, Villar de Ciervo y Villar de la Yegua.[4]

- El Campo de Robledo (su parte sur conocida como El Rebollar, subcomarca con destacada identidad propia) se compone de 10 municipios: El Bodón, Casillas de Flores, La Encina, Fuenteguinaldo, Pastores y los rebollanos El Payo, Navasfrías, Peñaparda, Robleda y Villasrubias.[6][5]

- El Campo de Yeltes se compone de 15 municipios: Abusejo, Alba de Yeltes, Aldehuela de Yeltes, Boada, Cabrillas, Castraz, Dios le Guarde, La Fuente de San Esteban, Martín de Yeltes, Morasverdes, Puebla de Yeltes, Retortillo, Sancti-Spíritus, Sepulcro-Hilario y Tenebrón. La localidad de Muñoz, aneja del municipio de La Fuente de San Esteban, no pertenece al Campo de Yeltes sino al Campo de Salamanca.[7][4]

La villa de Ciudad Rodrigo es el centro neurálgico o capital de todo el territorio, Fuentes de Oñoro del Campo de Argañán, Robleda de El Rebollar y Fuenteguinaldo del Campo de Robledo, mientras que el Campo de Yeltes y el Campo de Agadones no tienen un centro neurálgico definido.
Limita con Portugal al oeste, con la Comarca de Vitigudino al norte, con el Campo de Salamanca y la Sierra de Francia al este y con Cáceres al sur.
| Noroeste: Portugal | Norte: Comarca de Vitigudino  | Nordeste: Campo de Salamanca  |
| Oeste: Portugal    |                               | Este: Campo de Salamanca      |
| Suroeste: Portugal | Sur: Sierra de Gata (Cáceres) | Sureste: Las Hurdes (Cáceres) |

## Historia

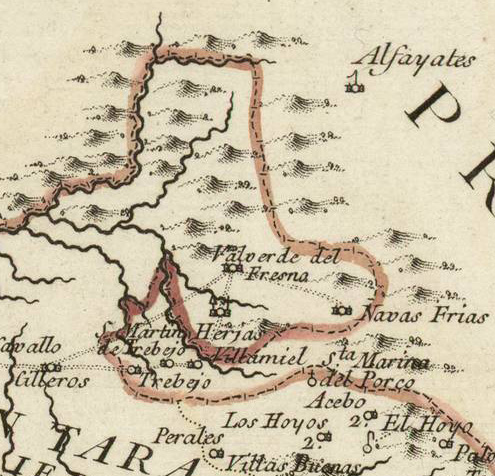
Mapa de 1766, orientado con el oeste arriba, en el que se indican los actuales pueblos extremeños de San Martín de Trevejo, Trevejo y Villamiel pertenecientes a la provincia de Salamanca y el actual municipio salmantino de Navasfrías perteneciente a la provincia de Extremadura

El origen de esta comarca se remonta a la creación de la Diócesis de Ciudad Rodrigo por parte del rey Fernando II de León en el siglo XII, quedando entonces la Tierra de Ciudad Rodrigo dividida en sexmos, concretamente en los del Campo de Agadones, el Campo de Argañán, el Campo de Camaces, el Campo de Robledo y el Campo de Yeltes, con capital en Ciudad Rodrigo (La Socampana). Aquella división histórica se ha extrapolado hoy, más o menos transformada y adaptada, al sentimiento comarcal de la provincia.
El Campo de Agadones, el Campo de Argañán, el Campo de Robledo y el Campo de Yeltes agrupaban antiguamente a más o menos los mismos pueblos a los que hoy se considera pertenecientes a las comarcas del mismo nombre. Solo ha habido algunos pequeños cambios evolutivos como el de Navasfrías, que por entonces pertenecía a Extremadura y hoy se integra en El Rebollar (Campo de Robledo), o como el de El Maíllo que antiguamente quedaba englobado dentro del Campo de Yeltes y hoy se considera que forma parte de la comarca de la Sierra de Francia.
La diferencia fundamental con la antigua delimitación se da con el que se denominaba Campo de Camaces, que actualmente no ha pervivido en el tiempo con la consideración de comarca puesto que históricamente y también de forma cultural y demográfica se ha visto sobrepasado por El Abadengo, una subcomarca de la comarca de Vitigudino que ocupa la mayoría del antiguo territorio mirobriguense del Campo de Camaces, con la única excepción de Castillejo de Martín Viejo, que ha pasado a integrarse en el actual Campo de Argañán.
También cabe señalar que los actuales municipios extremeños de Descargamaría, Robledillo de Gata, San Martín de Trevejo, Trevejo y Villamiel estaban en aquella época dentro la provincia de Salamanca y del partido judicial de Ciudad Rodrigo aunque no se agrupaban en ningún sexmo.

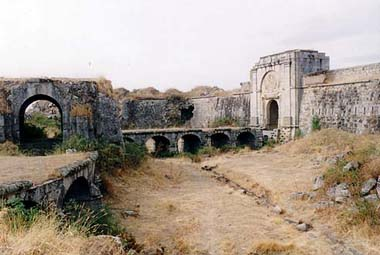
Real Fuerte de la Concepción, fortaleza situada cerca de Aldea del Obispo. En 2012 fue restaurado para convertirlo en un hotel

No obstante, con la creación de las actuales provincias en 1833, la comarca quedó delimitada, quedando integrada casi en su totalidad en la provincia de Salamanca, dentro de la Región Leonesa, pasando únicamente las localidades de Descargamaría, Robledillo de Gata, San Martín de Trevejo, Trevejo y Villamiel a la provincia de Cáceres, en la región de Extremadura.

### Pasado bélico
La comarca de Ciudad Rodrigo ha sido escenario de guerras durante varias etapas de la historia. Un hecho significativo para la comarca en este sentido fue la pérdida del Riba-Coa por parte de León en el Tratado de Alcañices (1297), que la convirtió en fronteriza, pues hasta entonces la frontera entre el Reino de León y el de Portugal se situaba en el río Coa, lo que desembocó en la construcción en la zona de fortalezas como las de La Alberguería de Argañán, Gardón o el Real Fuerte de la Concepción. Su situación de frontera con Portugal la hizo vivir distintos conflictos con el país vecino, entre ellos la Guerra de Restauración portuguesa, que estalla el 1 de diciembre de 1640 cuando el pueblo de Lisboa se levanta en armas contra su rey Felipe de Habsburgo, que también lo era de España. Este, absorbido por la guerra con Francia y por el levantamiento catalán, no pudo enviar tropas a tierras portuguesas por lo que el 20 de enero de 1641 proclaman rey al duque de Braganza, con el nombre de Juan IV de Portugal. El 8 de diciembre de 1663, festividad de la Inmaculada Concepción, se inicia la construcción del Real Fuerte de la Concepción, cerca de Aldea del Obispo, concluyéndose la primera fase el 20 de enero de 1664. Era capaz de acoger una guarnición de 1.500 infantes y 200 caballos para iniciar la recuperación de Portugal. Las tropas españolas que se mandan son derrotadas por las portuguesas en la batalla de Castelo Rodrigo y Felipe de Habsburgo decide demoler el fuerte. Posteriormente, entre 1730 y 1735, Felipe V lo restaura para mejorar la defensa de la frontera española dadas las plazas fuertes existentes en Portugal, entre ellas la de la vecina Almeida.

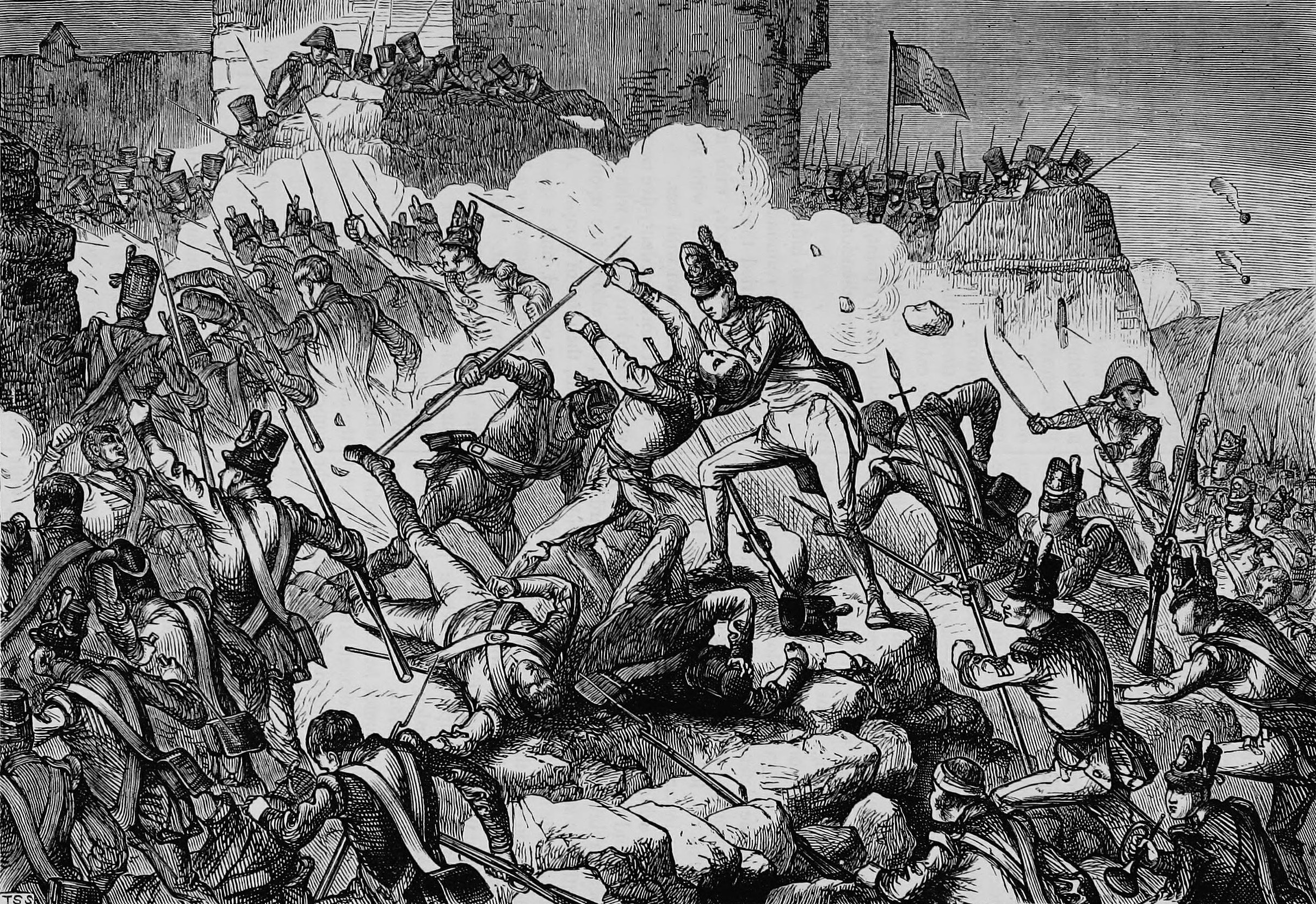
Infantería británica entrando en Ciudad Rodrigo durante el sitio de 1812

La Guerra de la Independencia Española es la gran protagonista del pasado bélico de la comarca. Napoleón Bonaparte invade España y coloca en el trono a su hermano José Bonaparte. Inglaterra manda en ayuda tropas comandadas por Arthur Wellesley, futuro duque de Wellington. La villa de Ciudad Rodrigo sufre un primer asedio en 1810 cuando Napoleón Bonaparte inicia el tercer intento de invasión y anexión de Portugal. Este acaba el 10 de julio con derrota española, el brigadier Herrasti rinde la plaza mirobriguense al mariscal francés Ney y los británicos vuelan el Fuerte de la Concepción durante su retirada. Al cabo del tiempo, los franceses avanzan en su conquista de Portugal y llegan hasta las puertas de Lisboa, allí se encuentran con Wellesley, que inicia el contraataque y después de muchos encuentros en tierras portuguesas, consiguen hacer retroceder a Napoleón de nuevo hasta aquí. Los días 3 y 4 de mayo de 1811 tiene lugar la batalla de Fuentes de Oñoro, dando como resultado la retirada de los franceses de Almeida y el final de la guerra en Portugal. En enero de 1812, Ciudad Rodrigo, bajo el mando francés del brigadier general Baron Jean Léonard Barrié, sufre su segundo asedio, esta vez cuando Wellesley recupera la villa para los españoles.
Hoy en día se está potenciando el turismo orientado a conocer este pasado bélico. En Fuenteguinaldo se puede visitar la que fue la casa cuartel general de Wellington durante la guerra y en Ciudad Rodrigo varios monumentos defensivos, así como el Museo Virtual de la Guerra de la Independencia. También se recuerdan hechos históricos en El Bodón, famoso por su combate.